# Departamento Andalgalá
Das Departamento Andalgalá liegt im Zentrum der Provinz Catamarca im Nordwesten Argentiniens und ist eine der 16 Verwaltungseinheiten der Provinz.
Es grenzt im Norden an das Departamento Santa María, im Osten an die Provinz Tucumán, im Süden an die Departamentos Ambato und Pomán und im Westen an das Departamento Belén.
Die Hauptstadt des Departamento ist das gleichnamige Andalgalá.

## Bevölkerung
Nach Schätzungen des INDEC stieg die Einwohnerzahl von 17.102 (2001) auf 17.839 Einwohner im Jahr 2005.

## Städte und Gemeinden
Das Departamento Andalgalá ist in folgende Orte (Localidades) aufgeteilt:
- Aconquija
- Alto de las Juntas
- Andalgalá
- Amanao
- Buena Vista
- Chaquiago
- Choya
- El Alamito
- El Lindero
- El Potrero
- La Aguada
- La Mesada

Außerdem gibt es die nachstehenden Kleinstsiedlungen (Parajes bzw. Caseríos):
| - Agua de las Palomas - Agua Verde - Campo El Pucará - Ciénaga El Pozo - Cóndor Huasi - El Arbolito | - El Durazno - El Espinillo - El Lampazo - El Pantanito - Finca Juan J.Gil - La Guadita | - Las Palmitas - Las Rosas - Ojo de Agua - Río Potrero - Taco Yacu - Villa Vil |

## Geschichte
Andalgalá wurde am 1. März 1822 durch Don Crisanto Gómez gegründet.

## Wirtschaft
Viehzucht und Bergbau sind die beiden Hauptstützen der Wirtschaft. Die Mine Capillitas ist die mineralreichste Mine in Argentinien. Im Wesentlichen wird der Rhodochrosit-Stein abgebaut, neben 87 anderen Mineralen, inklusive des Catamarcait, eines Minerals, das nach der Provinz Catamarca benannt wurde.